# 尾崎雅嘉
尾崎 雅嘉（おざき まさよし、1755年（宝暦5年）- 1827年11月21日（文政10年10月3日））は、江戸時代中期から後期の国学者である。字は有魚。号は華陽、蘿月庵、博古知今堂等。通称は春蔵（俊蔵とも）。

## 経歴・人物
医師もしくは書店と推定される家系の子として摂津の大坂（現在の大阪市）に生まれる。初め奥田尚斎の門人となり、儒学を学んだ。
その後、契沖が執筆、刊行した著書を参考にして国学を学び、国学と儒学を融合させた新しい学問の著書を独学で多く執筆し刊行させた。後に和歌についても学んでよくし、同郷の木村蒹葭堂や因幡生まれの京都の香川景樹一門等上方の文人とも親交を持った。
1928年（昭和3年）、従五位を追贈された。

## 主な著作物

### 主著
- 『百人一首一夕話』- 雅嘉の代表的著書。没後の1833年（天保3年）刊行。百人一首の作者に関して、和歌やさまざまな文献資料により詳細に記されている。岩波文庫に翻刻がある。
- 『群書一覧』- 1802年（享和2年）刊行。国学の代表的な著書で、庶民から過大な高評価を得た。古代から江戸時代の国書の刊本1077部、写本652部で全6巻からなる。

### その他の著書
- 『総異称日本伝』
- 『事物博採』
- 『浪華郷友録』- 1775年（安永4年）刊行。21歳の若さで出版した。
- 『蘿月庵歌文集』- 和歌集。